# Euxoa triaena
Euxoa triaena is een vlinder uit de familie uilen (Noctuidae). De wetenschappelijke naam is voor het eerst geldig gepubliceerd in 1929 door Kozhantshikov.
De soort komt voor in Europa.